# کارل ویلهلم گوتلیب لئوپولد فوکل
کارل ویلهلم گوتلیب لئوپولد فوکل (انگلیسی: Karl Wilhelm Gottlieb Leopold Fuckel؛ ۳ فوریهٔ ۱۸۲۱ – ۸ مهٔ ۱۸۷۶) یک گیاه‌شناس اهل آلمان بود.